# Milionia grandis
Milionia grandis är en fjärilsart som beskrevs av Druce 1882. Milionia grandis ingår i släktet Milionia och familjen mätare. Inga underarter finns listade i Catalogue of Life.